# Krupski Młyn
Krupski Młyn è un comune rurale polacco del distretto di Tarnowskie Góry, nel voivodato della Slesia. Ricopre una superficie di 39,42 km² e nel 2004 contava 3 501 abitanti.
Appartenuto fino al Maggio del 1945 alla Germania (Kruppamuhle), passò alla Polonia al termine della Seconda guerra mondiale (venne conquistato dall'Armata Rossa nella primavera di quell'anno dopo che già dal Novembre 1944 i russi avevano invaso il territorio tedesco, causando la strage di Nemmersdorf). Nel 1970 ad esso fu unito il limitrofo comune di Potępa (noto per un barbaro omicidio politico compiuto dalle SA naziste nel 1932, l'omicidio di Potempa). Il comune vive di turismo (nel suo comprensorio sono ubicati parecchi alberghi e Bed and Breakfasts), di agricoltura e d'industrie soprattutto nel ramo degli esplosivi civili (produzione di nitroglicerina).